# Rivière De Pas
Rivière De Pas är ett vattendrag i Kanada.   Det ligger i provinsen Québec, i den östra delen av landet, 1 400 km nordost om huvudstaden Ottawa.
Omgivningarna runt Rivière De Pas är i huvudsak ett öppet busklandskap. Trakten runt Rivière De Pas är nära nog obefolkad, med mindre än två invånare per kvadratkilometer.